# ناتی لینیال
ناتان (ناتی) لینیال (انگلیسی: Nathan (Nati) Linial؛ زادهٔ ۱۹۵۳ میلادی در حیفا، اسرائیل) یک ریاضی‌دان، و مهندس رایانه اهل اسرائیل است.
یادگیری ماشینی، مولد اعداد شبه تصادفی، الگوریتم موازی و زمان‌بندی مغازه کارها از جمله حوزه‌های پژوهشی وی است.
لینیال در سال ۲۰۱۲ میلادی به عضویت انجمن ریاضی آمریکا پذیرفته شد.